# Biserica Adventistă de Ziua a Șaptea
Biserica Adventistă de Ziua a Șaptea (abreviat Biserica Adventistă) este o denominațiune creștină care în principal se distinge prin păstrarea sâmbetei, a șaptea zi a săptămânii iudeo-creștine, ca fiind Sabatul. Denominațiunea s-a dezvoltat din mișcarea millerită în Statele Unite ale Americii la mijlocul secolului al XIX-lea și a fost fondată oficial în 1863. Printre fondatorii ei a fost Ellen White, ale cărei scrieri se bucură de un respect aparte din partea bisericii mai ales în ceea ce privește învățăturile cu privire la un stil de viață sănătos. Cu toate acestea, adventiștii consideră Biblia regula supremă de credință și practică și standardul prin care va fi testată orice învățătură și experiență în conformitate cu doctrina protestantă "Sola Scriptura"
Mare parte din teologia Bisericii Adventiste de Ziua a Șaptea corespunde învățăturilor evanghelice, cum ar fi  Trinitatea și infailibilitatea Scripturii. Învățături distincte sunt despre starea omului în moarte și doctrina judecății de cercetare. Biserica este cunoscută și pentru accentul pus pe dietă și sănătate, înțelegerea holistică a persoanei, promovarea libertății religioase și pentru principiile și stilul de viață conservator.
Biserica mondială este condusă de o Conferință Generală, împărțită în regiuni mai mici administrate de diviziuni, uniuni de conferințe și conferințe locale. Conform statisticilor din aprilie 2017, numără peste 20 de milioane de membri (la care se adaugă copiii acestora și credincioșii care frecventează biserica fără a fi încă botezați), are o prezență misionară în peste 200 de țări și teritorii și este diversificată din punct de vedere etnic și cultural. Biserica are în subordine 7800 de școli în care învață peste 1,5 milioane de persoane, 700 de spitale și clinici medicale, case de editură în toată lumea, și de asemenea o organizație proeminentă de ajutor umanitar cunoscută sub numele de Agenția Adventistă pentru Dezvoltare, Refacere și Ajutor (ADRA).

## Istoria

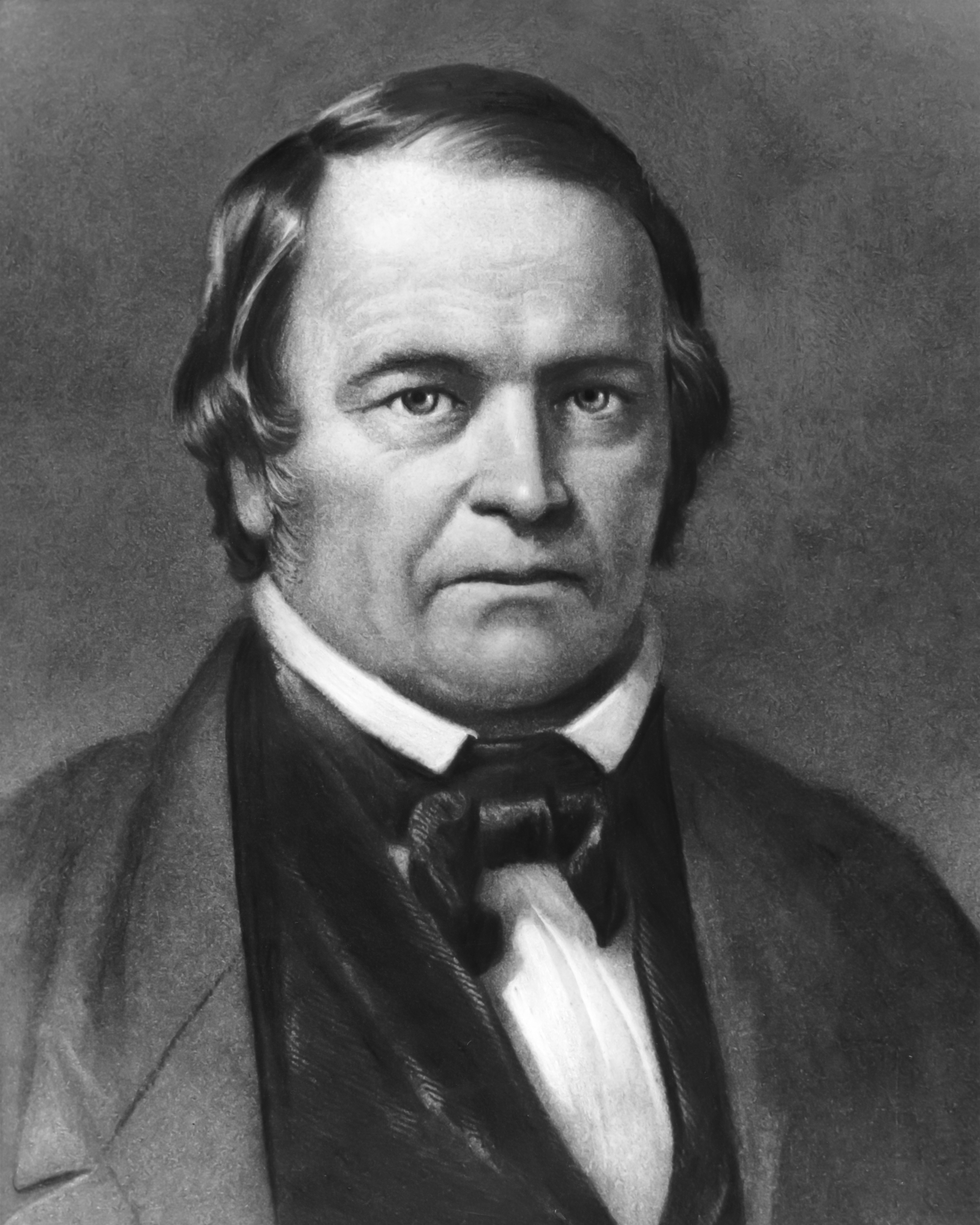
William Miller

### Originile:William Millerși mileriții
În prima jumătate a sec. al XIX-lea Statele Unite au cunoscut o mare mișcare cultural religioasă, în care s-au individualizat și dezvoltat curente foarte diferite între ele, cum sunt de ex.: Biserica lui Iisus Hristos din Ultimele Zile, din Statele Unite, (organizația principală a Mormoniilor) și Comunitatea din Oneida. În interiorul acestui climat cultural și religios, William Miller, un agricultor (fermier) din statul New York, a interpretat profețiile din cartea lui Daniel, în principal, capitolul 8 din această carte, susținând că el indică apropiata întoarcere a lui Hristos și a fixat data acestei întoarceri pentru perioada 1843/1844. Miller a început să răspândească public această convingere a sa din anul 1831. Urmașii lui Miller, mileriții au format o mișcare autonomă, desprinzându-se de Bisericile de origine. Prevestirea celei de-a doua veniri a lui Hristos, pentru 22 octombrie 1844, ultima dată propusă de „mileriți”, nu s-a realizat și aceasta a provocat divizarea mișcării.

### Renașterea: adventiștii de ziua a șaptea

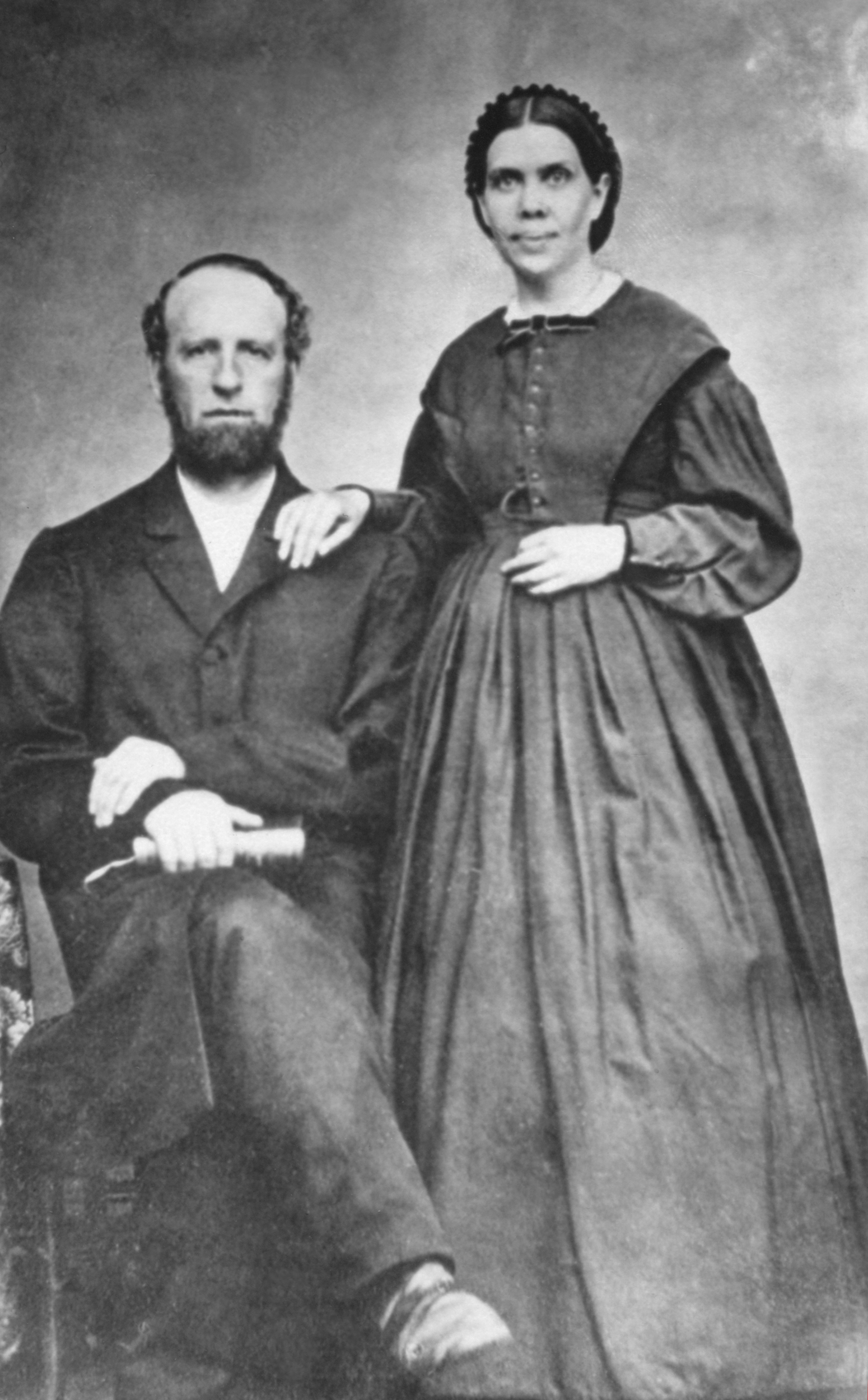
James și Ellen White

Un grup de mileriți, dezamăgiți de neîmplinirea evenimentului în 1844, s-au regrupat pentru a descoperi greșelile de interpretare  care au stat la baza acestei probleme. Ei au ajuns la concluzia că ziua de 22 octombrie 1844 nu a fost ziua celei de-a doua veniri, ci a marcat debutul unei perioade deosebite a istoriei umane (Judecata divină începută în Cer), perioadă care trebuie să preceadă a doua venire. Joseph Bates, un căpitan de marină, care s-a unit mișcării, a convins grupul de importanța Sabatului, ca a „șaptea zi biblică”, zi de odihnă și semn al alianței dintre credincios și Dumnezeu. Ei au reunit grupurile milerite supraviețuitoare și în felul acesta au format grupul „adventiștilor de sâmbătă”. Protagoniștii evidenți ai grupului au fost soții James White și Ellen G. White, care au contribuit la răspândirea doctrinei adventiste. În afară de predicarea directă, adventiștii au răspândit mesajul lor prin nenumărate publicații și, în 1855 la Battle Creek în Michigan s-a născut prima editură adventistă.

### Fondarea Bisericii
Adventiștii de ziua a Șaptea au constituit o organizare stabilă în 1861 prin fondarea „Conferinței de la Michigan a Adventiștilor de Ziua a Șaptea”; alegerea numelui a fost făcută după o dezbatere aprinsă: în acest nume sunt exprimate două elemente importante ale doctrinei adventiste: a doua venire a lui Hristos (Advent) și ziua a șaptea (Sabatul). În 1863 a fost constituită Conferința Generală a Adventiștilor de Ziua a Șaptea, conferință care cuprindea 3.500 de membri și aproximativ 30 de „pastori” împărțiți în diferite federații locale, numite „Conferences” (Conferințe).

## Implicarea socială
Încă de la începuturile sale, Biserica Adventistă de Ziua a Șaptea s-a implicat foarte serios în trei sectoare ale societății americane puternic resimțite în acel timp: reforma sanitară, obiecția de conștiință și educația.

### Reforma sanitară
Deja în a doua jumătate a sec. al XIX-lea, Biserica Adventistă de Ziua a Șaptea, dădea și oferea o mare importanță unui stil de viață sănătos și natural, invitând la abstinență totală de la consumul de tutun și de alcool, în plus propunea aplicarea unor măsuri igienice foarte progresiste (chiar și pentru americanii din acea epocă), măsuri igienice care astăzi sunt prezente în legislațiile civile din mai toate țările. Au fost instituite clinici și spitale adventiste. In prezent Biserica Adventistă de Ziua a Șaptea este cunoscută în lume mai ales prin rețeaua ei mondială de peste 700 de spitale, clinici și așezăminte medicale.

### Obiecția de conștiință
În 1861, când a început Războiul civil american, mulți adventiști erau susținători convinși și activi ai aboliționismului și tocmai de aceea au participat la asociații (cum ar fi „Fairhaven Antislavery Society”, care favorizau fuga și emanciparea sclavilor), cu toate acestea însă, în fața probabilității de a pune mâna pe armă pentru Uniune a produs perplexitate. Pozițiile mergeau de la refuzul total de a se înrola în masă până la obiecția de conștiință individuală: după o dezbatere aprinsă și spinoasă, în 1864 Biserica Adventistă de Ziua a Șaptea a precizat poziția sa în privința stagiului militar. Pe de o parte reafirma libertatea de conștiință a fiecărui credincios în parte, iar pe de altă parte, îi încuraja pe tinerii – membrii ei – să slujească cu fidelitate propria țară (patrie) în orice serviciu militar.
În timpul regimului comunist din România, conform mărturiilor unor foști militari în termen, s-au comis abuzuri asupra membrilor sau simpatizanților care doreau respectarea sabatului ca zi de odihnă sau a contaminării cu alimente nepotrivite stilului de viață adventist.

### Educația
În privința educației, Biserica Adventistă de Ziua a Șaptea, a început chiar din primii ani să instituie școli elementare creștine; în 1872 au fondat primul colegiu, iar în 1882 au organizat două școli secundare. De atunci încoace, opera adventistă în câmpul educativ s-a dezvoltat și s-a răspândit numărând astăzi în total peste 7.800 de școli de toate gradele: de la cele materne, primare, secundare până la colegii și universități (peste 100).

## Răspândire
Biserica Adventistă de Ziua a Șaptea este în prezent răspândită în lumea întreagă (în 209 țări dintr-un total de 230) cu peste 19 milioane de membri (la care se adaugă copii acestora și credincioșii care frecventează biserica fără a fi încă botezați). ADRA (Agenția Adventistă pentru Dezvoltare, Refacere și Ajutor) este prezentă în 125 de țări iar numărul de beneficiari a trecut de 45 milioane.

## În România

Biserica Adventistă de Ziua a Șaptea Română din Florența, Italia

În 1872, a fost înființată, la Pitești, prima grupă organizată de credincioși adventiști din România.
Prezența mișcării adventiste în România datează din a doua jumătate a secolului al XIX-lea, când o grupare cu 13 membri era localizată la Pitești.
Primul congres al adventiștilor români are loc în 1920, iar în perioada 1942-1944 credincioșii acestui cult au fost interziși.
Din 1948, aceștia figurează în Legea cultelor.
În martie 2011, numărul membrilor din România era de aproximativ 100.000.
Biserica Adventistă de Ziua a Șaptea are un post de televiziune („Speranța TV”), dar și un post de radio („Vocea Speranței”).
Canalul Speranța TV face parte din rețeaua internațională Hope Channel.
De asemenea, mișcarea adventistă din România are la dispoziție și o editură – „Viață și Sănătate” -, care tipărește reviste, Biblii și diverse cărți.
După 1989, Biserica Adventistă din România a început să dezvolte o rețea importantă de instituții educaționale.
În martie 2011, exista un Institut Teologic Adventist (la Cernica), trei licee teologice (Cluj, București și Craiova), o școală postliceală (Brăila), 37 de grădinițe (în toată țara), 5 școli elementare și mai multe școli cu ciclu complet de învățământ.

## Mărturisirea de credință
Adventiștii de Ziua a Șaptea acceptă Biblia ca singurul lor crez și susțin anumite principii fundamentale de credință ca fiind învățături ale Sfintelor Scripturi.

## Doctrina[3]
Creștinii se împart în diferite curente de gândire asupra doctrinelor Bibliei. În privința anumitor doctrine, adventiștii de ziua a șaptea se află într-un grup, în privința altor doctrine, ei sunt clasificați destul de diferit. Doctrinele neacceptate de adventiștii de ziua a șaptea sunt considerate ca nefiind bazate pe Cuvântul lui Dumnezeu. 
Practic toate principiile adventiștilor de ziua a șaptea sunt susținute de una sau mai multe grupări creștine. Câteva le sunt specifice. Convingerile adventiste ar putea fi împărțite în relație cu convingerile altor creștini sub următoarele titluri: 

### Doctrine în comun cu creștinii conservatori și crezurile istorice protestante
- 1.	Dumnezeu este Dumnezeul creator, susținător și conducător al universului, este etern, omnipotent, omniscient și omniprezent (Geneza 1:1; Geneza 17:1, Tit 1:2; Isaia 46:10; Psalmi 139:7-10).
- 2.	Dumnezeirea, Trinitatea, îi cuprinde pe Dumnezeu Tatăl, Hristos Fiul și Duhul Sfânt, formând totuși o unitate în esență, natură și scop (1 Ioan 5:7, Efeseni 4:5).
- 3.	Scripturile sunt relevația inspirată a lui Dumnezeu către oameni; și Biblia este singura regulă de credință și practică (2 Timotei 3:16-17).
- 4.	Isus Hristos este Însuși Dumnezeu și a existat cu Tatăl din eternitate (Ioan 10:30, Efeseni 3:11).
- 5.	Duhul Sfânt este o ființă personală, împărțind atribute divine cu Tatăl și cu Fiul (Ioan 16:7-14, 1 Corinteni 2:11).
- 6.	Hristos, Cuvântul lui Dumnezeu S-a întrupat prin concepție miraculoasă și naștere virgină; și a trăit o viață absolut lipsită de păcat aici pe pământ (Luca 1:31-32, Evrei 4:15).
- 7.	Moartea înlocuitoare, ispășitoare a lui Isus Hristos, odată pentru totdeauna, este pe deplin satisfăcătoare pentru mântuirea unei rase pierdute (Ioan 3:16).
- 8.	 Isus Hristos a înviat literalmente și trupește din mormânt (1 Corinteni 15:1-20).
- 9.	S-a înălțat la cer literalmente și trupește (Luca 24:39-51).
- 10.	Acum slujește ca avocat al creștinilor credincioși prin lucrarea preoțească și mijlocirea înaintea Tatălui (Evrei 5:9-10).
- 11.	Se va întoarce într-o revenire premilenială, personală, iminentă (1 Tesaloniceni 4:16-17, Apocalipsa 20:4).
- 12.	Omul a fost creat fără păcat, dar prin căderea sa ulterioară a intrat într-o stare de înstrăinare și depravare (Eclesiastul 7:29, Romani 7:18-20).
- 13.	Salvarea prin Hristos este doar prin har, prin credința în sacrificiul Lui (Efeseni 2:8-9).
- 14.	Intrarea într-o nouă viață în Hristos este prin regenerare sau nașterea din nou (2 Corinteni 5:16-17).
- 15.	Omul este considerat fără vină doar prin credință (Romani 3:21-26).
- 16.	Omul este sfințit prin locuirea lăuntrică a lui Hristos datorită lucrării Duhului Sfânt (1 Petru 3:15, 1 Tesaloniceni 5:23, 2 Tesaloniceni 2:13).
- 17.	Omul va fi glorificat la înviere sau transfigurația sfinților, atunci când Domnul revine (1 Corinteni 15:51-52).
- 18.	Va fi o judecată a tuturor oamenilor (Eclesiastul 12:14, Evrei 9:27).
- 19.	Evanghelia trebuie predicată ca mărturie întregii lumi (Matei 24:14, Coloseni 1:5-6).

### Doctrine în comun cu unii creștini conservatori
- 1.	Omul este liber să aleagă sau să respingă oferta salvării venită prin Hristos; Dumnezeu nu a predestinat pe unii oameni pentru a fi salvați și pe alții pentru a fi pierduți (Ioan 3:16, Iosua 24:15, 1 Corinteni 9:26-27).
- 2.	Legea Morală, Decalogul, este standardul vieții și conduitei pentru toți oamenii de toate vârstele; Decalogul nu a fost desființat sau schimbat (Exodul 20:1-17, Matei 5:17, Luca 16:17, Romani 3:20, 31-4:1, 7:12, Evrei 8:10).
- 3.	Botezul va fi făcut printr-o singură scufundare; nu prin stropire, turnare apei, sau scufundare de trei ori (Matei 28:18-19, Marcu 1:9-10, Fapte 8:35-38).
- 4.	Omul a fost înzestrat, la creațiune, cu nemurire condiționată; omul nu are nemurirea în el însuși sau un suflet nemuritor. (Psalmul 146:4, Eclesiastul 9:5-6.10, 12:7, Isaia 26:14).
- 5.	Răul va fi pedepsit prin suferință și printr-o completă distrugere prin foc; nu există un iad veșnic în care sufletele sunt chinuite fără sfârșit (Matei 25:41, 2 Petru 3:7).
- 6.	Ziua a șaptea a săptămânii este Sabatul; Sabatul nu a fost desființat sau schimbat cu prima zi a săptămânii (Geneza 2:2-3, Exodul 20: 8-11, Ezechiel 20:20, Matei 12:8).
- 7.	Principiul zecimii este planul lui Dumnezeu pentru a susține biserica Sa; principiul zecimii nu a fost dat doar pentru iudei (Genesa 14:20, Levitic 27:30, Maleahi 3:10, Matei 23:23).
- 8.	Dumnezeu a creat lumea în șase zile literare; creația nu s-a realizat printr-un proces evolutiv (Geneza 1:5-18, 2:2, Exodul 20:11).
- 9.	Perspectiva corectă a interpretării profetice este expusă cel mai bine prin ceea ce se cunoaște a fi școala istorică (interpretarea istorică); nu se acceptă sistemul preterist sau futurist în interpretarea profetice (Numeri 14:34, Ezechiel 4:6, Daniel 9:23,25,27, Matei 24:15).
- 10.	Separarea puterilor în stat (statul și biserica vor acționa în sisteme cu totul diferite); în încercarea de a controla religia sau activitățile religioase ale oamenilor, biserica nu trebuie să domine statul și statul nu trebuie să guverneze peste biserică (Marcu 12:17, Fapte 5:29, Romani 13:1-2, 1 Petru 2:13-14).
- 11.	Ritualul instituit de Hristos – spălarea picioarelor unii altora la Cina Domnului – este și pentru practica actuală; acest ritual nu a fost doar o adjustare la obiceiurile și necesitățile acelor timpuri (Ioan 13:14-15, 1 Corinteni 11:23-24).
- 12.	Abținerea de la practicile în care se folosesc alcoolul și tutunul; prin folosirea acestor lucruri caracterul lui Dumnezeu nu este corect exemplificat (Proverbe 23:20-21, 31:4-5, 1 Corinteni 3:16-17, 6:19-20, 10:31).

### Doctrine care sunt specifice adventiștilor de ziua a șaptea
- 1.	Există un Sanctuar în ceruri, unde Hristos, Marele nostru Preot, slujește în două faze distincte ale lucrării sale de mijlocire (Evrei 2:17, 5:1, 8:1-3, 9; 1 Timotei 2:5).
- 2.	Trebuie să aibă loc o judecată de cercetare, în care soarta tuturor oamenilor să fie hotărâtă înainte de venirea Lui Hristos, în glorie (Evrei 7:25, 9:24; 1 Ioan 2:1, 4:17; Matei 12:36; 2 Petru 2:9, 3:7).
- 3.	Spiritul profeției, sau darul profetic, este unul dintre darurile Duhului, promis bisericii, în zilele din urmă, și acest dar a fost manifestat în Biserica Adventistă de ziua a șaptea prin lucrarea și scrierile lui Ellen White (1 Corinteni 12:11; Ioel 2:28-29; Efeseni 4:11-12; Apocalipsa 12:17, 19:10). De asemenea, Hazen Foss a fost înzestrat cu Darul Profeției, dar a respins chemarea Duhului, mai apoi pierzându-și interesul pentru religie.
- 4.	Pecetea lui Dumnezeu și semnul fiarei, menționate în Apocalipsa, sunt simboluri ale forțelor antagonice, a răului și a binelui, în ultimul mare conflict înainte de revenirea lui Hristos (Apocalipsa 13:16-17, 14:9, 15:2).
- 5.	Cei trei îngeri din Apocalipsa capitolul 14, reprezintă proclamarea ultimului mesaj a lui Dumnezeu către lume, în pregătirea pentru revenirea lui Hristos (Apocalipsa 14:6-12;  Matei 12:36; 2 Petru 2:9, 3:7; 1 Ioan 4:17).

### Un punct de vedere protestant asupra doctrinei[4]
În 1872, Bisericii adventiștilor de ziua a șaptea din Battle Creek, Michigan, Statele Unite ale Americii, se publică o expunere sumară a credinței adventiste în 25 de puncte. Acest document, ușor revizuit și dezvoltat la 28 de capitole a apărut în Anuarul denominațiunii din anul 1889 și în cel din anul 1905, după care a continuat să fie tipărit an de an, până în 1914. În urma cererilor insistente din partea conducătorilor bisericii adventiste din Africa, pentru prezentarea unei declarații sau mărturisiri de credință, care să ajute oficialitățile guvernamentale și pe alții la o mai clara înțelegere a bisericii noastre, un comitet de patru persoane, incluzând și pe președintele Conferinței Generale, a pregătit o declarație cuprinzând „principalele elemente” ale credinței, așa cum „pot fi ele rezumate”. Această declarație, cuprinzând 22 de puncte fundamentale de credința, a fost publicată prima dată în Anuarul din 1931 și a rămas neschimbată până în 1980, când sesiunea Conferinței Generale a înlocuit această declarație a punctelor fundamentale de credință cu altă asemănătoare, dar mai cuprinzătoare, formulată în 28 de paragrafe, grupate sub titlul: „Puncte fundamentale de credință ale adventiștilor de ziua a șaptea”.
Biserica Adventistă de Ziua a Șaptea mărturisește credința trinitară și cristologică a primelor Simboluri creștine. Ea acceptă și mărturisește, de asemenea, doctrinele protestante exemplificate în formula „Sola Scriptura, Sola Fide, Sola Gratia” (Numai Scriptura, Numai Credința, Numai Harul).
După falimentul profețiilor lui Miller, Biserica n-a mai propus și nici azi nu mai propune date privitoare la revenirea lui Hristos. Aceasta nu înseamnă că nu pune accent pe istoricitatea acestui eveniment și pe necesitatea convertirii personale în vederea întâlnirii cu Dumnezeu. Pentru această Biserică Decalogul este proclamat ca legea morală supremă pentru întreaga omenire. Ziua a șaptea a săptămânii, zi dedicată odihnei este sâmbăta Sabatul și nu duminica, așa cum au celelalte Biserici creștine.
Biserica Adventistă de Ziua a Șaptea neagă doctrina nemuririi sufletului și crede că nemurirea promisă de Dumnezeu va fi dată credincioșilor din orice epocă istorică numai la învierea din urmă care se va realiza odată cu cea de-a doua venire a lui Hristos. 
Cele mai mari rituri practicate în Biserica Adventistă de Ziua a Șaptea sunt:
- botezul, care însă nu este dat pruncilor, ci este conferit adulților capabili de a decide pentru adeziunea lor de credință; și
- Sfânta Cină, adică comuniunea, împărtășania, care este precedată de ritul spălării picioarelor, după exemplul dat de Iisus la Cina de Taină.

Chiar dacă în trecut această biserică era inclusă între sectele para-creștine, revizuirea doctrinei sale de către cercetători onești și cu autoritate în domeniu, Biserica Adventistă de Ziua a Șaptea este – astăzi – considerată în interiorul principalelor curente protestante. Celelalte Biserici Protestante mai vechi, cum sunt de ex. Biserica Luterană și Biserica valdenză, îi consideră pe adventiștii de ziua a șaptea ca o Biserică creștină autentică, fondată pe Sfintele Scripturi.

## Critică
Biserica Adventistă a fost criticată de multe ori, atât pentru pretinsele doctrine heterodoxe, legate de Ellen G. White și statutul ei în cadrul bisericii, cât și de pretinsele atitudini și comportament exclusivist. Mulți critici ai bisericii sunt foști adventiști, cum ar fi D.M. Canright, Walter Rea și Dale Ratzlaff.

### Doctrine
Unele doctrine specific adventiste au fost identificate ca fiind heterodoxe, de către critici. Învățăturile care au intrat sub cercetare amănunțită sunt perspectiva anihilaționistă a iadului, judecata de cercetare (legată de perspectiva ispășirii) și unele perspective escatologice. Adventiștii au fost de multe ori acuzați de legalism, din cauza accentuării importanței faptelor în cadrul credinței, prin ținerea legii morale și a Sabatului.
În timp ce niște experți ai religiei cum ar fi Anthony Hoekema au clasificat adventismul ca fiind un grup sectant pe baza doctrinelor atipice, în general adventismul este văzut ca parte a bisericilor creștine tradițional-istorice pe baza întâlnirilor și discuțiilor cu protestanții conservatori din ani 1950. Este de notat faptul că Billy Graham a invitat adventiștii să facă parte în campaniile lui după Eternity, o revistă creștină editată de Donald Barnhouse, și a susținut, în anul 1956 că adventiștii sunt creștini. The Truth about Seventh-day Adventists (Adevărul despre adventiștii de ziua a șaptea), scrisă de Walter Martin a marcat un punct de cotitură pentru felul în care era văzut adventismul.
„Este absolut posibil ca fiind un adventist de ziua a șaptea să fii un urmaș al lui Isus Hristos în ciuda conceptelor heterodoxe…”
-	Walter Martin, Kingdom of the Cults
Oficial pentru ca o persoană sa poată adera la cultul Adventist de Ziua a Șaptea trebuie să cunoască și să aprofundeze doctrina adventistă sintetizată în Cele 28 puncte de Doctrina Adventistă. Aderarea se face prin botezul nou-testamentar, la maturitate, când persoana este deplin conștientă de alegerea pe care o face. Botezul simbolizează un legământ pe care persoana îl încheie cu Dumnezeu, și anume un legământ prin care își predă viața în mâna Lui.

### Ellen White și statutul ei
Statutul de profet modern al lui Ellen White a fost deseori criticat. Se argumentează că autoritatea atribuită scrierilor ei de către biserică contrazice principiul protestant Sola Scriptura. Ca răspuns, adventiștii au susținut că prezența unui profet contemporan nu este interzisă de Scriptură, ci indispensabilă bisericii, și că Scriptura rămâne autoritatea finală, aceasta având un rol central și în scrierile lui Ellen White. Walter T. Rea și alți critici au acuzat-o pe Ellen White de plagiat. După 10 ani de studiu asupra cărții Hristos, Lumina Lumii de Ellen White, savantul Fred Veltman a descoperit că acele capitole pe care le studiase, conțineau unele lucruri care proveneau din alte surse fără a fi citate. Natura dependenței literare trebuie văzută în contextul a ceea ce se accepta pe vremea aceea. S-a spus de asemenea că sursele din care s-a împrumutat erau cunoscute de către cititorii ei, eliminând astfel intenția de a înșela. De asemenea, profeții au folosit alte scrieri în alcătuirea cărților lor din Bibliei, fără a fi acuzați de plagiat, deoarece conceptul de originalitate intelectuală este un produs al romantismului, sau mai precis a ceea ce în prima jumătate a secolului XIX s-a înțeles simplificat din romantism, adică un concept al epocii moderne, deci nu al Antichității.
Ellen White s-a ferit de cuvintele „Sfânta Treime” ca de ciumă, iar „soțul ei a afirmat categoric că viziunile ei nu susțin crezul trinitarian.” Ea nu a avut o doctrină a Sfintei Treimi (vorbind în general, ea nu a avut doctrină, făcând predicare/oratorie și nu teologie ca disciplină academică). Conform opiniei ei personale, Fiul lui Dumnezeu nu a fost de la început egal cu Dumnezeu Tatăl, ci a fost la un moment dat promovat la egalitate cu Tatăl, promovare care a declanșat revolta lui Lucifer (lucru descris în cartea ei Spiritul Profeției).

### Exclusivism
În final, se afirmă faptul că anumite practici și crezuri adventiste sunt exclusiviste prin natura lor. Criticii non-adventiști și-au exprimat îndoiala cu privire la părerea adventiștilor de a fi „biserica rămășiței”, și asocierea tradițională a Bisericii Catolice și a altor denominațiuni cu „Babilonul”.
Aceste atitudini fac legitimă convertirea creștinilor din alte denominațiuni. Ca răspuns la astfel de critici, teologii adventiști au declarat că doctrina rămășiței nu exclude existența creștinilor autentici din alte denominațiuni, ci este preocupată mai degrabă de instituții.
„Recunoaștem pe deplin faptul încurajator că o mulțime de urmași ai lui Hristos sunt împrăștiați prin multele biserici ale creștinătății, inclusiv în biserica Romano-Catolică. Pe aceștia Dumnezeu îi recunoaște ca fiind ai Lui. Aceștia nu fac parte din „Babilonul” descris în Apocalipsa.”
-	Question on Doctrine, p. 197.

### Lucrări independente
Pe lângă activitățile pastorale și instituțiile care sunt administrate oficial de către denominațiune, există multe organizații și activități para-bisericești. Acestea conțin diferite spitale, centre de sănătate, case de editură și activități media cât și organizații de ajutorare.
Multe activități individuale au fost fondate de grupuri din Biserica Adventistă care au o poziție teologică distinctă sau vor să promoveze un mesaj specific. Acestea includ organizații ca Hope International sau Good News Unlimited. Unele din aceste activități solicită fonduri de la membri și au o relație tensionată cu organizația bisericii, aceasta din urmă exprimându-și îngrijorarea față de astfel de activități care ar putea amenința unitatea adventistă. Unele grupări cum ar fi Amazing Facts au fost criticate din cauza răspândirii unor materiale anti-catolice. Ca răspuns, biserica a mărturisit că unii adventiști „și-au manifestat prejudecata și chiar bigotismul” împotriva catolicilor, insistând că un astfel de comportament nu este de scuzat.

### Ramificații și schisme
De-a lungul istoriei denominațiunii, au fost câteva grupări care au părăsit biserica și au format propriile lor mișcări. Acestea nu sunt afiliate cu Biserica Adventistă în nici un fel. Ele operează cu propriul sistem de credință și sunt văzute a fi complet separate de biserică.
O grupare foarte depărtată dar bine cunoscută este ramura davidienilor, la rândul ei ruptă din mișcarea mai mare a davidienilor. Davidienii organizați în 1929, conform cărții lui Victor Houteff „The Shepard’s Rod” au fost respinși ca fiind eretici. O succesiune de dispute după moartea lui Houteff au condus la formarea Ramurilor. Mai târziu, un alt ex-adventist, David Koresh, a condus ramura davidienilor până când a murit în asaltul din 1993 asupra reședinței grupării în Waco, Texas.
După Primul Război Mondial, un grup cunoscut sub numele de Mișcarea Adventistă de Ziua a Șaptea de Reformă a fost format ca un rezultat al acțiunilor anumiților membri ai bisericii europene, care au decis că nu este de acceptat faptul ca adventiștii să participe la război, luând în vedere că una dintre poruncile lăsate de Dumnezeu era că nu ar trebui să se ucidă. În urma excluderii lor,  mai târziu după război, acest grup s-a organizat separat de biserică la o conferință de la data de 14-20 iulie 1925. Mișcarea s-a organizat oficial în 1949.(necesită notă) În 2005, biserica principală Adventista și-a cerut scuze pentru eșecurile din timpul celui de-al doilea Război Mondial.
Grupul lui Robert Brinsmead a fost cel mai problematic de-a lungul istoriei adventiste până în prezent.
Una din cele mai mari dispute din adventism a fost inaugurată de întâlnirea de la Glacier View din 1980. Această criză a pornit de la cele 900 de pagini de cercetare ale lui Dr. Desmond Ford numite Daniel 8:14, the Investigative Judgment, and the Kingdom of God. Lucrarea punea la îndoială poziția bisericii în legătură cu „judecata de cercetare". Întâlnirile de la Glacier View, aproape de parcul Estes din Colorado au respins propunerea lui Ford. Schisma cauzată de această respingere a avut ca rezultat scoaterea lui Ford din învățământ și retragerea legitimației. Mulți alții au părăsit Biserica AZS în anii 1980, unii fiind atrași de mișcarea lui R. Brinsmead, alții fiind atrași de mișcarea lui D. Ford, iar alții din diverse alte motive. În anii care au urmat, D. Ford a activat prin lucrarea independentă Good News Unlimited.
Din anii 1970, dezbaterile privind inspirația lui Ellen White au fost foarte aprinse. Câțiva adventiști americani influenți, cum au fost Walter Rea și Dale Ratzlaff, au părăsit Biserica și au devenit critici virulenți ai învățăturilor ei, în special ale celor legate de Ellen White. În paralel cu aceste evenimente, mulți cercetători adventiști au adoptat perspective mai moderate cu privire la inspirația ei. Poziția oficială a Bisericii legată de darul profetic al lui Ellen White a rămas însă neschimbată.
Persoanele homosexuale, bisexuale, lesbiene și transsexuale, care provin din cultura adventistă au format în 1976 o asociație independentă, nerecunoscută de Biserica AZS, numită Seventh-day Adventist Kinship International, sau Kinship Connection. Adventiștii nu doresc să-și asocieze sub nici o formă numele cu această asociație care, în mod abuziv se folosește de numele Bisericii. AZS acceptă persoanele cu probleme de orientare sexuală, dacă se pocăiesc, dacă renunță la practicarea respectivei orientări nefirești. Dar practicile în sine sunt considerate perversiuni, păcate odioase împotriva naturii, împotriva Creatorului și împotriva umanității. Perspectiva Bisericii Adventiste față de Kinship Connection poate fi înțeleasă din cazul procesului intentat în 1987 asociației SDA Kinship International, pentru violarea mărcii înregistrate.

## Media în Biserica Adventistă de Ziua a Șaptea

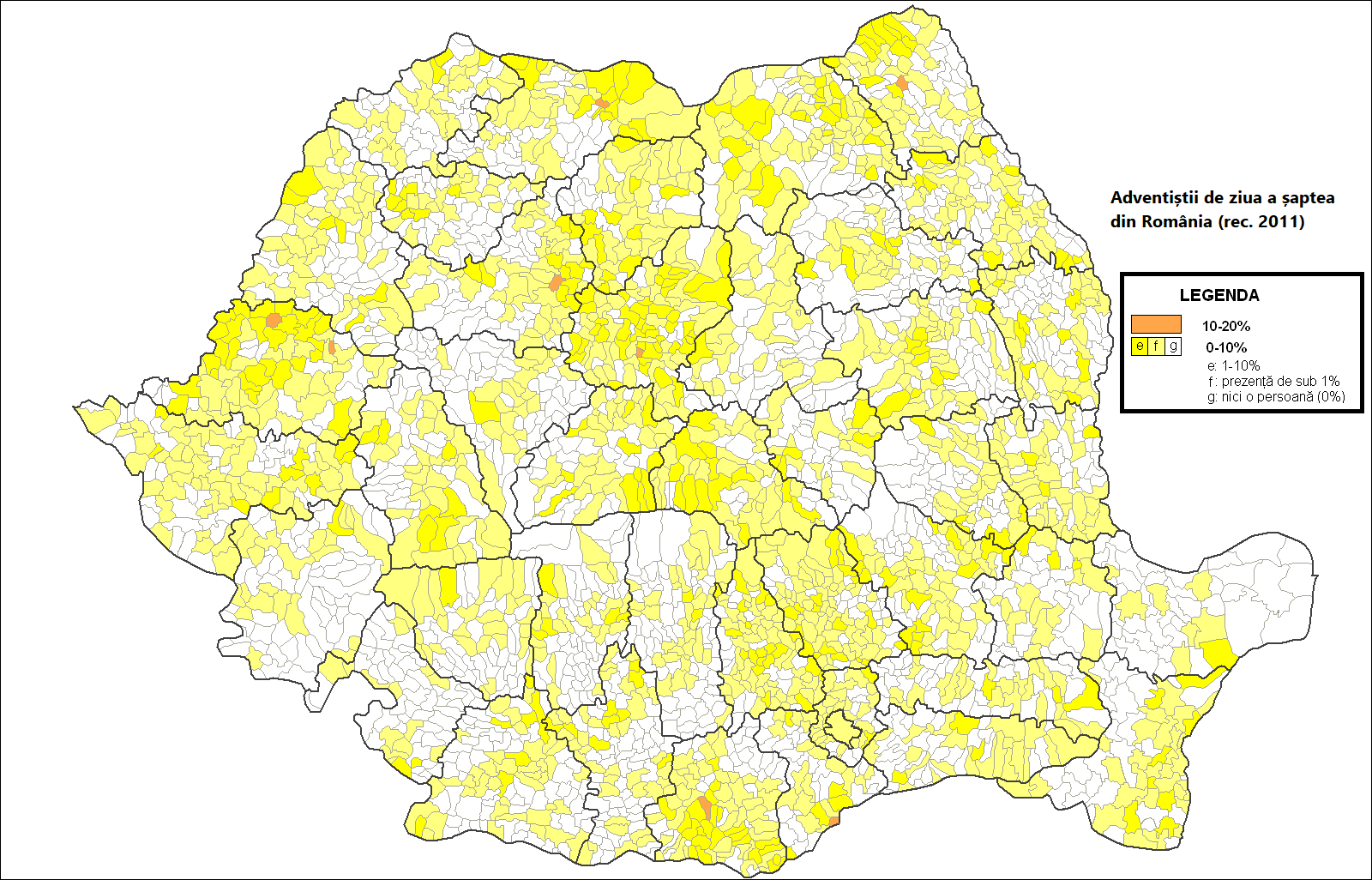
Adventiștii din România (2011)

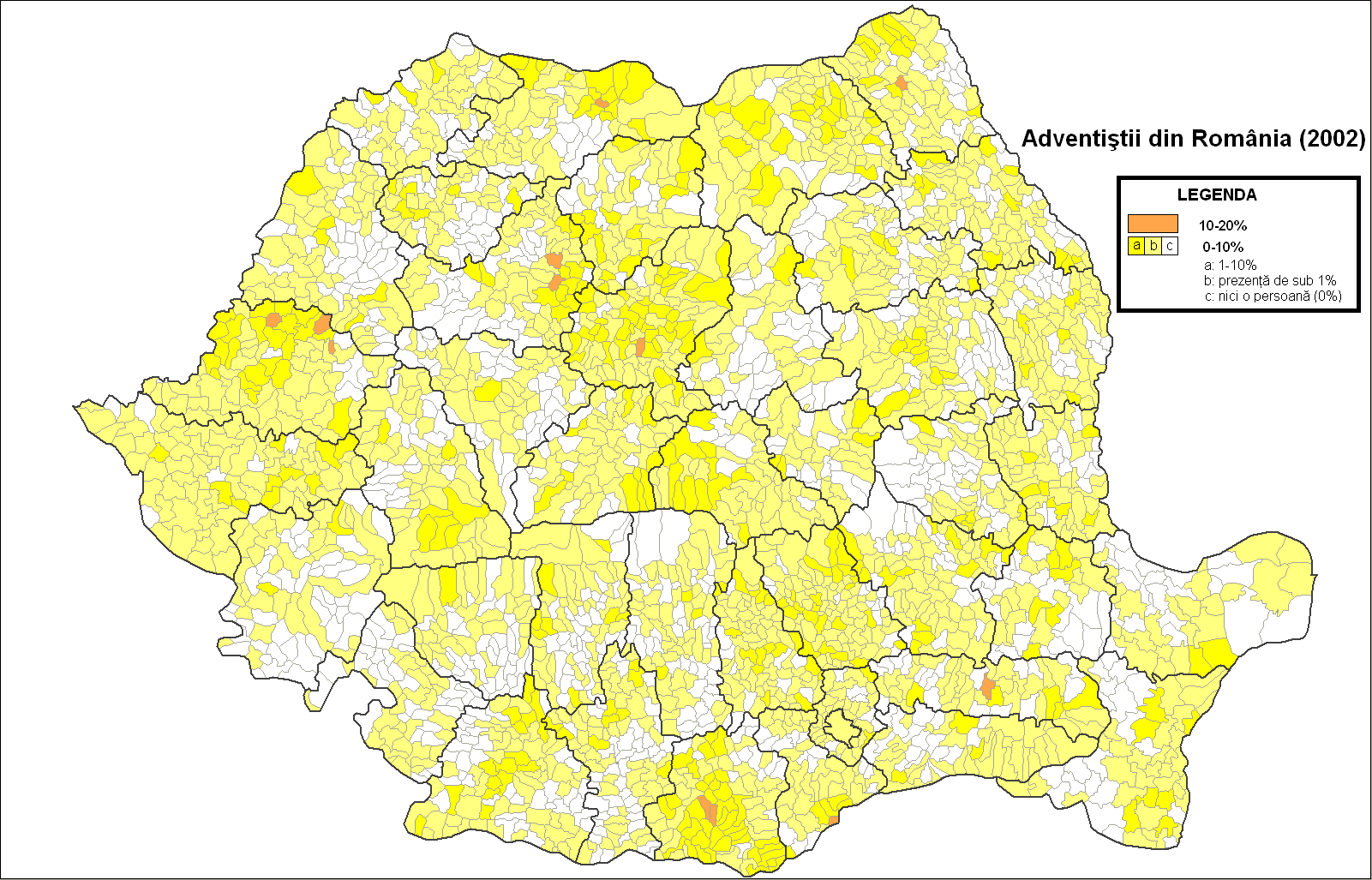
Adventistii din Romania (2002)

Mijloacele media adventiste aduc informații pe calea publicațiilor tipărite, a radioului și a televiziunii, în întreaga lume. Biserica Adventistă are o lunga istorie a comunicării media care a început în anul 1840, prin mișcarea millerită care folosea publicațiile tipărite.
O parte din mijloacele media este susținută în mod direct de către biserică, în timp ce o altă parte este susținută fie prin mijloace proprii, fie din donații.
Principalele medii de comunicare ale Bisericii Adventiste sunt conectate la rețeaua mondială de difuzare prin relee și sateliți.

### Radio
Adventist World Radio (AWR) a fost fondat în 1971 și este "brațul misiunii prin radio" al Bisericii Adventiste. Emite prin AM, FM, unde scurte, sateliți, podcasting și Internet, în 74 de limbi ale lumii, având o acoperire de 80% a populației globului. Pe Internet, transmiterea se face prin aproximativ 10 site-uri în Africa, Asia, Europa, America de Sud și America de Nord. Sediul central al AWR se află în Silver Spring, Maryland, acestuia alăturându-se studiourile din întreaga lume ().
Radio Voice of Prophecy fondat în 1929 de către H.M.S. Richards, a emis prima oară în Los Angeles. De atunci, s-a extins în întreaga țară, începând să aibă și producții video și de televiziune ().
Radio The Quiet Hour a fost fondat în 1937 de J.L. Tucker, astăzi deținând și o televiziune ( Arhivat în 5 februarie 2009, la Wayback Machine.). 
Radio Amazing Facts a fost fondat în 1965 de către Joe Crews în Baltimore, Maryland. Încurajat de succesul de la Voice of Prophecy, prioritatea lui Crews a fost aceea de a ajunge atât la ascultătorii creștini, cât și la cei necreștini într-un mesaj zilnic de 15 minute care debuta cu un fapt istoric ușor de amintit, și care continua cu un mesaj biblic legat de acesta. Mai târziu, programul urma să ofere studii biblice acasă, precum și cărți scrise de însuși Crews. 

### Televiziune
The Hope Channel este postul oficial de televiziune al Bisericii Adventiste. A început să emită în 2003 și poate fi urmărit prin satelit pe orice continent ().
It Is Written a fost fondat în 1956 de către George Vandeman și a fost primul program religios transmis color, și primul care a avut avantajul tehnologiei transmiterii prin satelit. Mark Finley i-a urmat lui Vandeman în 2002. În 2004, programul a fost preluat de către Shawn Boonstra ( Arhivat în 7 septembrie 2008, la Wayback Machine.).
Three Angels Broadcasting Network (3ABN) a început să transmită din 1984 dezbateri, interviuri, muzică, predici, emisiuni despre stilul de viață, documentare, ș.a. Sediul se află în West Frankfort, Illinois, și poate fi urmărit și prin satelit ().
Amazing Facts începe proiectul unei televiziuni creștine în 1987. După moartea lui Joe Crews în 1993, Doug Batchelor preia atât funcția de director, cât și cea de prezentator, deținând această poziție până în prezent. Astăzi, Amazing Facts emite în special în Sacramento, California ().
Loma Linda Broadcasting Network a început să transmită din 1997. Sediul se află în Loma Linda, California și transmite programe de la Biserica Universității Adventiste "Loma Linda", precum și programe preluate (). 
Breath of Life este una dintre cele mai recente televiziuni care are ca țintă populația afro-americană, mesajul fiind similar celorlalte televiziuni adventiste ().

### În România

#### Semnele Timpului
Primul număr al revistei Semnele Timpului a apărut la 1 ianuarie 1908 și oferea o panoramă de știri din domeniile pe atunci de actualitate: politica europeană, cuceriri ale științei, spiritualitate românească ș.a., dintr-o perspectivă creștină. Revista a funcționat până la confiscarea Editurii "Cuvântul Evangheliei" (în 1952), de catre comuniști. În toamna anului 1990, la scurt timp după înlăturarea regimului comunist, Semnele Timpului și-a făcut reapariția cu un tiraj de 11.000 exemplare. Consecventă primei ediții, redacția de astăzi a revistei Semnele Timpului, tratează printr-o viziune biblică evenimentele majore ale lumii (politice, sociale, economice, culturale, religioase). Segmentul țintă al revistei îl constituie intelectualii secularizați, ceea ce impune o adresare neteologică, neliturgică și neconfesională. ()

#### Editura “Viață și Sănătate”
Din 1994 în domeniul editorial și tipografic,  are ca obiectiv publicarea de cărți și reviste care să răspundă nevoilor dintr-o gamă largă de domenii: sănătate, educație, familie, spiritualitate, istorie și arheologie, poezie. În colaborare cu rețeaua de librării Sola Scriptura, Editura “Viață și Sănătate” este prezentă în orașele: București, Ploiești, Câmpina, Târgoviște, Buzău, Constanța, Năvodari, Vălenii de Munte, Pitești, Bacău, Iași, Târgu Mureș, Ocna Mureș, Arad, Alexandria, Sfântu Gheorghe, Sibiu, Deva și Timișoara. ()

#### Hope Media România
Casa de producție Hope Media este principalul furnizor de programe pentru SperanțaTV (). Funcționând din 1999, Hope Media a înregistrat deja o prezență susținută în televiziunea românească. În perioada 2002-2004, din studioul Hope Media au fost produse și transmise în direct aproximativ 400 de ediții ale emisiunii interactive "În centrul atenției", realizată de Mihai Gâdea pentru RealitateaTV. Emisiunea a devenit un forum preferat pentru numeroase personalități de prim rang ale vieții culturale, artistice, științifice și religioase din România. În paralel, RealitateaTV a difuzat emisiunea săptămânală de cultură și spiritualitate "Viața la superlativ", realizată la Hope Media de Cornel Dărvășan. Alte emisiuni produse de Hope Media și difuzate de diferite televiziuni naționale au purtat titlurile "În căutarea unui răspuns" cu Norel Iacob, și "Jurnal de credință", cu Beatrice Lospa.
Din 2002, Hope Media asigură două ore de program în limba română pentru emisiunile Hope Channel International și Hope Channel Europe (). Hope Channel este un trust internațional care coordonează șase ediții regionale independente, SperanțaTV fiind cea de-a șaptea și prima produsă în Europa. SperanțaTV continuă și îmbogățește experiența acumulată din 1993 de Radio Vocea Speranței (), care face parte din același grup. 
Radio Vocea Speranței, SperanțaTV și Hope Media nu se angajează în partizanat politic, ci urmăresc să promoveze cauze și valori care depășesc granițele politice, etnice, naționale sau religioase. Obiectivul îl reprezintă comunicarea încrederii că valorile morale și spirituale dau sens și perspectivă existenței individuale și sociale. Perspectiva optimistă asupra vieții este exprimată în sloganul: "Pasiune pentru viață".